# Stazione di Corosa
La stazione di Corosa era una fermata ferroviaria presente nel comune di Lanusei, posta lungo la linea Mandas-Arbatax.

## Storia
La fermata venne creata nella seconda metà del Novecento nell'omonimo quartiere di Lanusei, risultando in uso nel 1994 sotto la gestione delle Ferrovie della Sardegna. Con la cessazione del servizio di trasporto pubblico sulla Mandas-Arbatax, destinata ai soli treni turistici a partire dal 16 giugno 1997, la struttura venne successivamente abbandonata sempre durante la gestione FdS, che nei primi anni duemila non si servivano più dell'impianto per i treni a calendario del Trenino Verde.

## Strutture e impianti
La fermata, rimasta immutata anche dopo la cessazione del suo utilizzo, si componeva del singolo binario di corsa, a scartamento da 950 mm, affiancato da una banchina sulla quale è ubicata una pensilina in cemento.

## Movimento
Lo scalo non è più in uso dopo la riconversione a ferrovia turistica della Mandas-Arbatax, benché nell'area dell'impianto vi transitino ancora i convogli del Trenino Verde in servizio sulla linea.
Prima dell'estate 1997 lo scalo fu attivo principalmente come fermata a richiesta, venendo impiegato negli anni novanta anche come tappa obbligatoria dei treni in servizio sulla linea, in alcuni casi anche come capolinea.